# Cryptopenella tumebasalis
Cryptopenella tumebasalis is een haft uit de familie Leptophlebiidae. De wetenschappelijke naam van de soort is voor het eerst geldig gepubliceerd in 2006 door Zhou.
De soort komt voor in het Oriëntaals gebied.